# Cerro La Cruz (Aconchi)
El Cerro la Cruz es un accidente geográfico que forma parte de la Sierra de Aconchi, situada en el oeste del municipio homónimo a la sierra, en el centro del estado de Sonora, México, en la zona de la Sierra Madre Occidental.
Tiene un altitud de 1,760 metros sobre el nivel del mar (m s. n. m.). Se encuentra a 7.2 km al oeste del pueblo de Aconchi, otras montañas cercanas son Cerro Trébol y Cordón El Infierno.